# Karst (regio)
De Karst (Sloveens: Kras, Italiaans: Carso) is een karstplateau regio die zich uitstrekt over de grens van het zuidwesten van Slovenië en het noordoosten van Italië.
Het ligt tussen de Vipavavallei, de lage heuvels rondom de vallei, het meest westelijke deel van de Brkiniheuvels, het noorden van Istrië en de Golf van Triëst. De westelijke rand van het plateau markeert ook de traditionele etnische grens tussen Italianen en Slovenen. De regio geeft zijn naam aan de karsttopografie. Daarom wordt het ook wel de Klassieke Karst genoemd.

## Geografische positie
Het plateau steekt vrij steil boven het naburige landschap uit, behalve aan de noordoostelijke kant, waar de steilte minder uitgesproken is. Het plateau daalt geleidelijk van het zuidoosten naar het zuidwesten. Gemiddeld ligt het 334 m boven de zeespiegel. De westelijke rand, bekend als de Karstrand (Sloveens: Kraški rob), is een voortzetting van het Učkagebergte in het oosten van Istrië, en stijgt naar het oosten en zuidoosten van Triëst, eindigend in steile kliffen tussen Aurisina en Duino. Langs de rand van de Karst komen veel interessante geologische fenomenen voor, waaronder de schilderachtige Rosandravallei (ook bekend als Glinščica).
Omdat de Karst steil afdaalt richting de Adriatische Zee, is het minder blootgesteld aan de gunstige klimatologische effecten van de Middellandse Zee. In het verleden bestond de belangrijkste vegetatie op het plateau uit eiken, maar deze werden in de 19e en 20e eeuw vervangen door dennenbossen. Bossen bedekken nu nog maar een derde van de Karst. Vanaf de middeleeuwen werd het plateau om economische redenen grondig ontbost. Hoewel vaak wordt beweerd dat veel van het hout voor de dicht op elkaar staande palen die de eilandstad Venetië ondersteunen uit deze regio kwam, is dit onwaarschijnlijk. Venetië gebruikte het hout misschien voor scheepshout. De meest radicale ontbossing vond plaats in de eerste helft van de negentiende eeuw als gevolg van het kappen door lokale boeren en het omzetten van het land in weilanden voor geiten en schapen.
De Karst is beroemd om zijn grotten. In Slovenië zijn dit onder andere de grot van Vilenica (de oudste toeristische grot van Europa), de grot van Lipica, de grot van Divača, de grot van Kačna, de grotten van Postojna en de grotten van Škocjan (die op de UNESCO-Werelderfgoedlijst staan) en de Grotta Gigante in Italië (de grootste toeristische grot ter wereld).

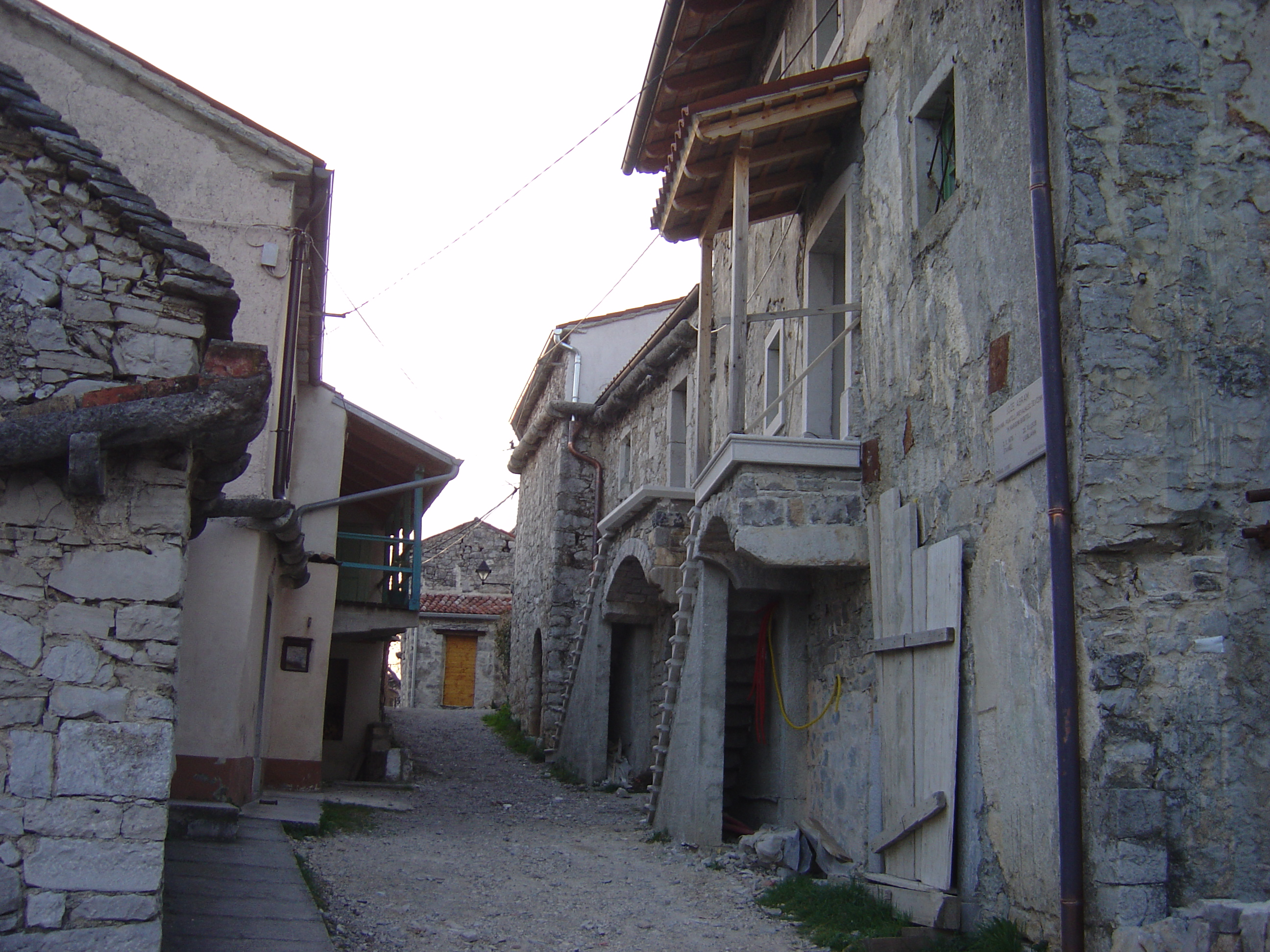
Typische landelijke huizen in Karst in Štanjel in Slovenië

Het grootste deel van de Karst ligt in de Primorska (de Sloveense kuststreek), met een oppervlakte van 429 km² en een bevolking van ongeveer 19.000 mensen. De Karst als geheel telt precies 100 nederzettingen. De stad Sežana is het centrum van de regio aan de Sloveense kant van de grens. De belangrijkste landelijke centra zijn de nederzettingen Divača, Dutovlje en Komen. Štanjel is een schilderachtige nederzetting op de top van de noordelijke rand van het plateau. De huizen staan dicht op elkaar rond de Turn Hill, waardoor het lijkt op een middeleeuws stadje. Aan de Italiaanse kant van de grens zijn Opicina, Duino en Aurisina belangrijke nederzettingen.
De natuurlijke omstandigheden, waaronder de bora (Sloveens: burja) wind, en de lokale manier van leven hebben allemaal hun stempel gedrukt op de elementen van de Karst-architectuur, waardoor eenvoudige maar goed gedefinieerde vormen zijn ontstaan. Een van de belangrijkste toeristische centra in het gebied is Lipica, met zijn hofstoeterij (de thuisbasis van het paardenras Lippizaner) en andere toeristische faciliteiten.

## Taal, cultuur en traditie

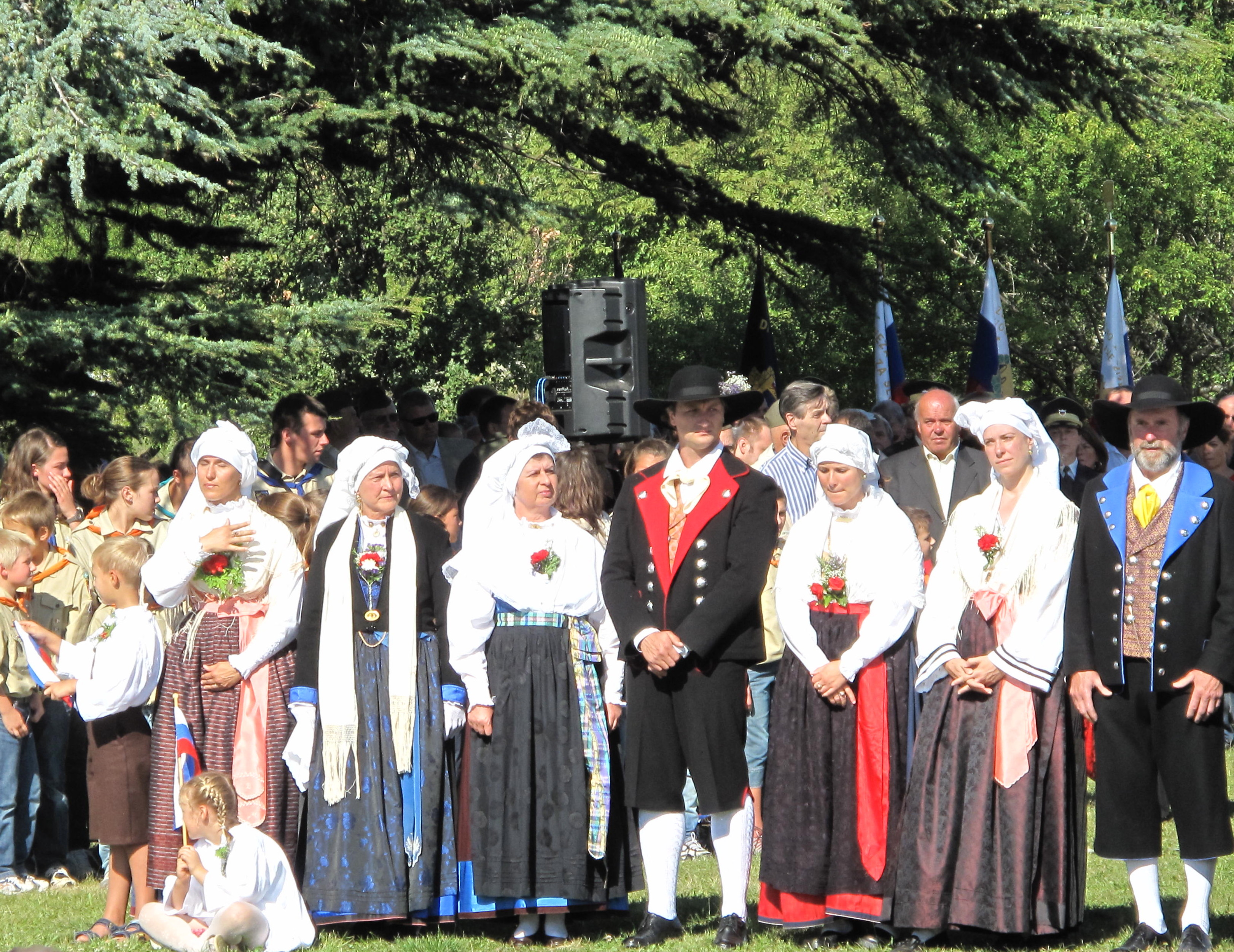
Traditionele klederdracht uit de Karst tijdens een Sloveens herdenkingsfeest in Basovizza bij Triëst

De overgrote meerderheid van de inwoners van het Karstplateau zijn etnische Slovenen. Van oudsher worden alleen de dorpen San Martino del Carso en Poggio Terza Armata (in de gemeente Sagrado) bewoond door Friuliaanstaligen, de dorpen Polazzo (in de gemeente Fogliano Redipuglia), Vermegliano en Selz (in de gemeente Ronchi dei Legionari) door Venetiaanstaligen en de stad Duino wordt al lange tijd bewoond door een gemengde bevolking, terwijl de rest van de regio bijna volledig Sloveenssprekend was vanaf de Middeleeuwen tot het einde van de Eerste Wereldoorlog, waarna enkele duizenden Italianen zich in de regio vestigden terwijl het volledig onder de soevereiniteit van Italië viel, en opnieuw vanaf het einde van de jaren 1940 en tijdens de jaren 1950, toen Istrische Italianen die vluchtten uit Joegoslavië zich vestigden in Karst-dorpen in de provincie Triëst, met name in de gemeente Duino. Als gevolg hiervan spreekt vandaag de dag naar schatting een vijfde van de bevolking van het Karstplateau Italiaans, terwijl de rest voornamelijk Sloveens spreekt.
De Slovenen in de regio spreken twee nauw verwante Sloveense dialecten, die beide behoren tot de Littorale dialectgroep. In het zuidelijke deel van de hoogvlakte (in de gemeenten Divača en Hrpelje-Kozina, en het zuidelijke deel van de gemeente Sežana, in de Italiaanse gemeente Monrupino, en in de meeste Sloveenstalige gebieden van de gemeente Triëst) wordt het Binnenkarneools gesproken. In het noordelijke deel (het noordelijke deel van de gemeente Sežana, in de Sloveense gemeenten Komen en Miren-Kostanjevica, in de Italiaanse gemeenten Sgonico, Duino-Aurisina en Doberdò del Lago, evenals in sommige oostelijke voorsteden van Triëst, zoals Barcola) wordt het Karstdialect gesproken.
De Karst staat bekend om zijn sterke rode wijn, bekend als teran, prosciutto en zijn traditionele keuken, die een mengeling is van de mediterrane en Central-Europese keuken. De traditioneel geproduceerde prosciutto uit de Karst, een soort gedroogde ham, is beschermd op Europees niveau.

## Prominente oorspronkelijke bewoners en inwoners
Prominente personen die in deze regio zijn geboren of hebben gewoond zijn onder andere:
- Igo Gruden (1893-1948), dichter
- Srečko Kosovel (1904-1926), dichter

Het schilderachtige Karstlandschap inspireerde talloze kunstenaars die niet uit deze regio kwamen, waaronder:
- Italo Svevo (1861-1928), schrijver
- Rainer Maria Rilke (1875-1926), dichter
- Alojz Gradnik (1882-1967), dichter
- Edvard Kocbek (1904-1981), schrijver
- Susanna Tamaro (1957), schrijfster

## Geografische spreiding
Gemeenten die geheel of gedeeltelijk binnen de Karstregio vallen:
- Italië:
  -  Friuli-Venezia Giulia:
    -  Gorizia:
      - Doberdò del Lago
      - Fogliano Redipuglia
      - Monfalcone
      - Ronchi dei Legionari
      - Sagrado
      - Savogna d'Isonzo

    - Triëst:
      - Duino-Aurisina
      - Monrupino
      - San Dorligo della Valle
      - Sgonico
      - Triëst

- Slovenië:
  - Goriška:
    - Miren-Kostanjevica

  - Obalnokraška:
    - Divača
    - Hrpelje-Kozina
    - Komen
    - Sežana

Historisch werd de regio rond Pivka, Postojna en Ilirska Bistrica ook beschouwd als een deel van de Karst. Deze subregionale identiteit is nog steeds gedocumenteerd in de late 17e eeuw, maar verzwakte in de latere periode en werd vervangen door een identiteit van Notranjska.

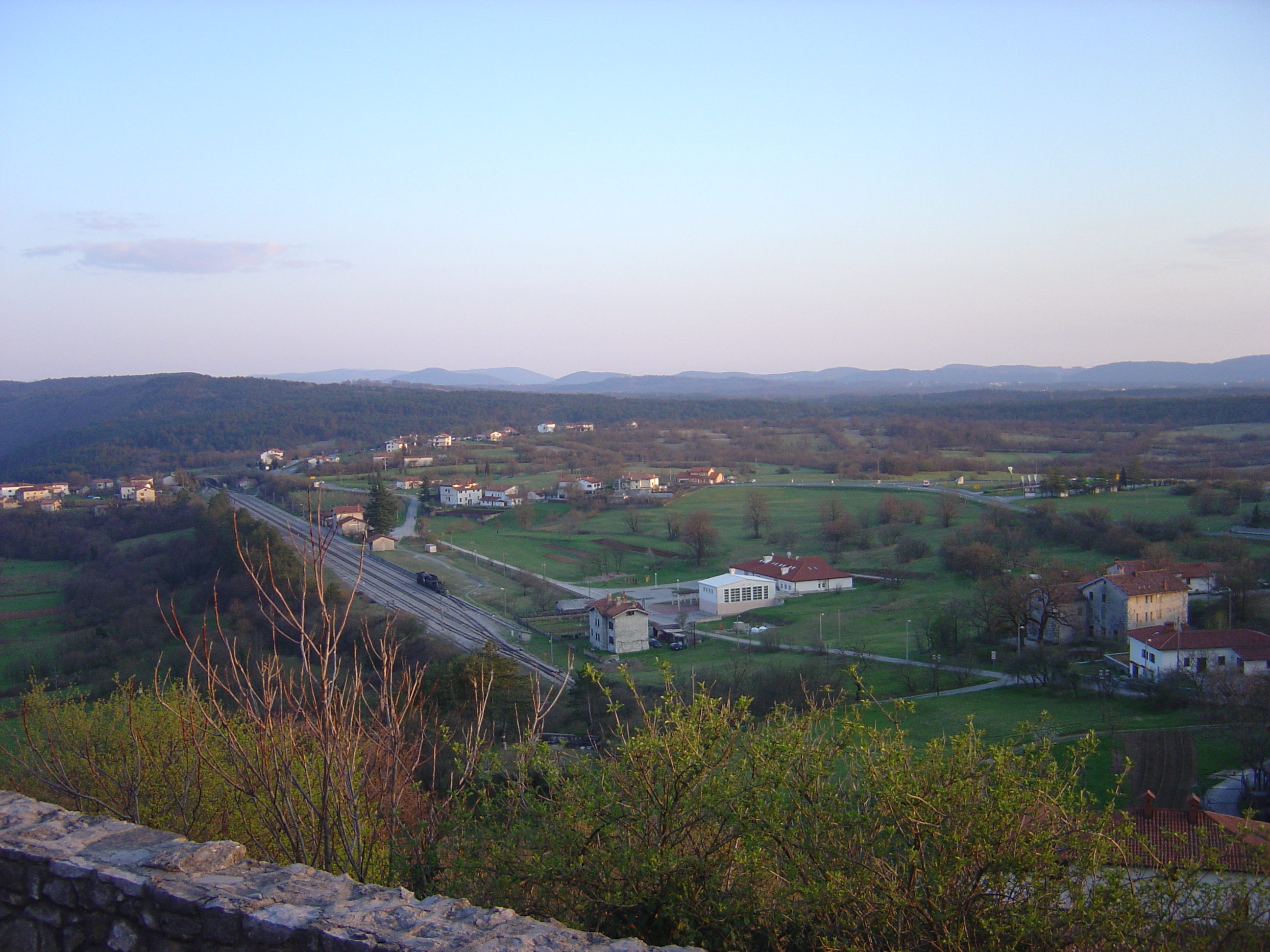
Het Karstlandschap gezien vanaf Štanjel
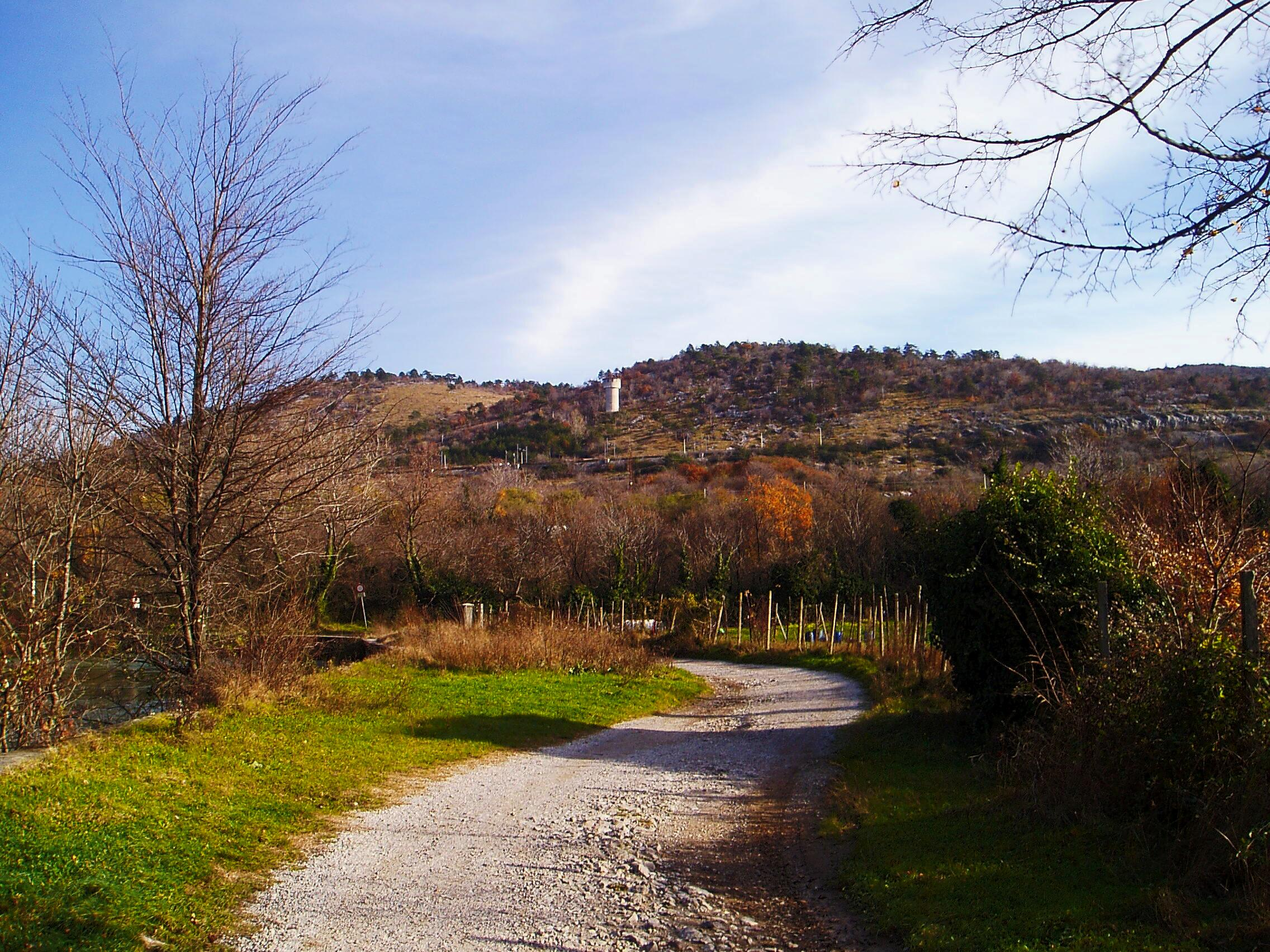
Landschap bij Duino
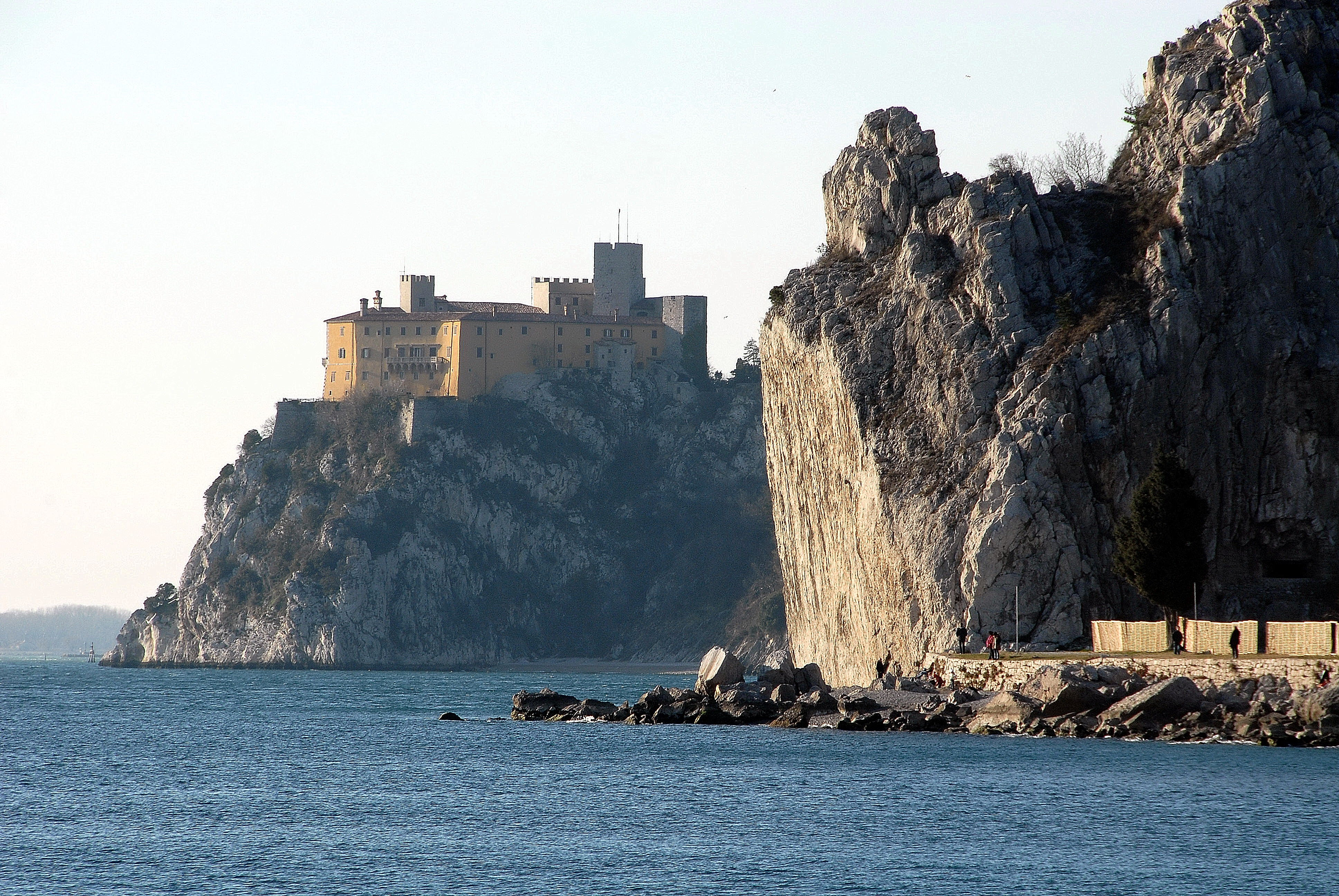
De kliffen van Duino
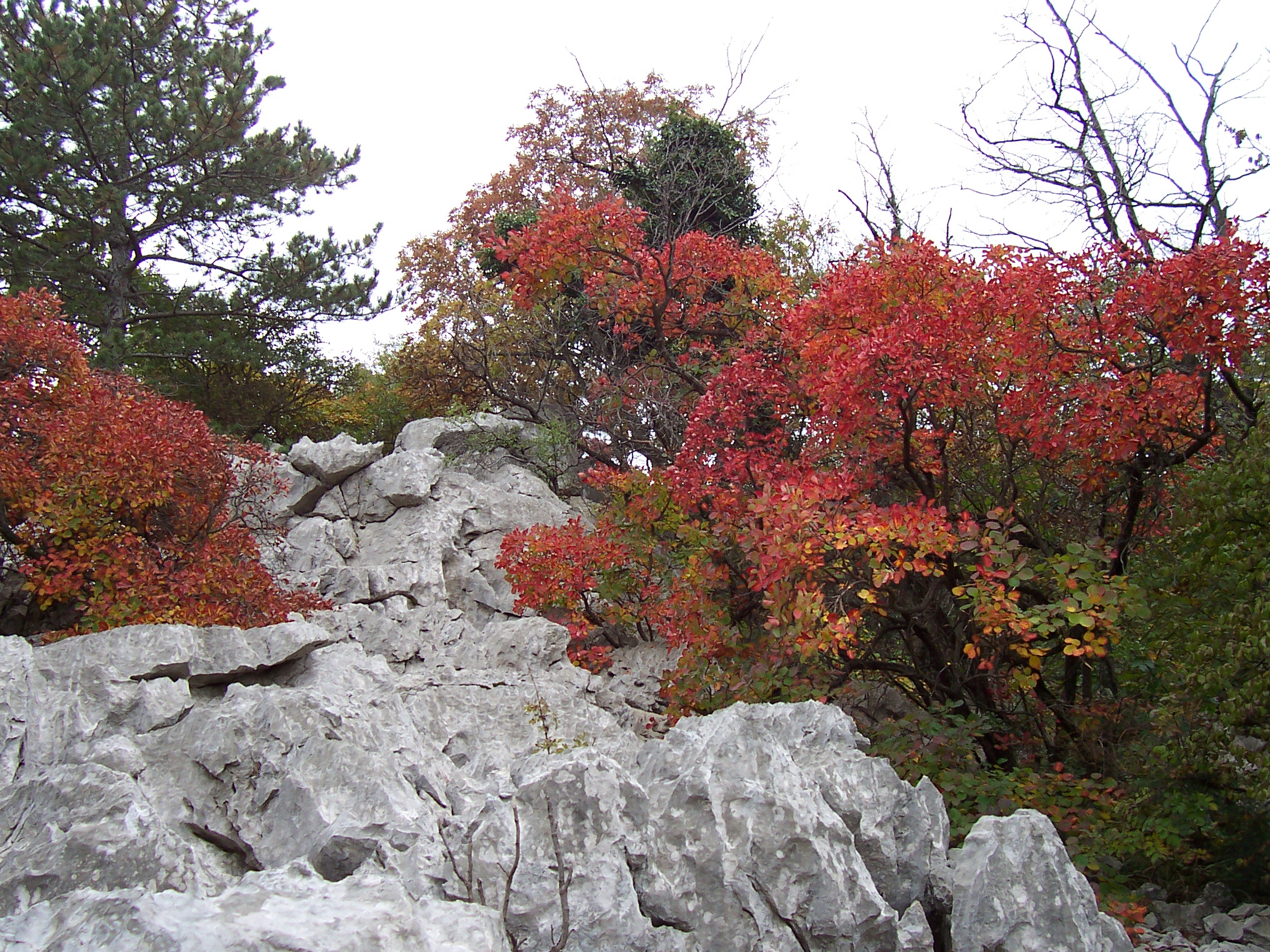
Karstlandschap in de provincie Triëst
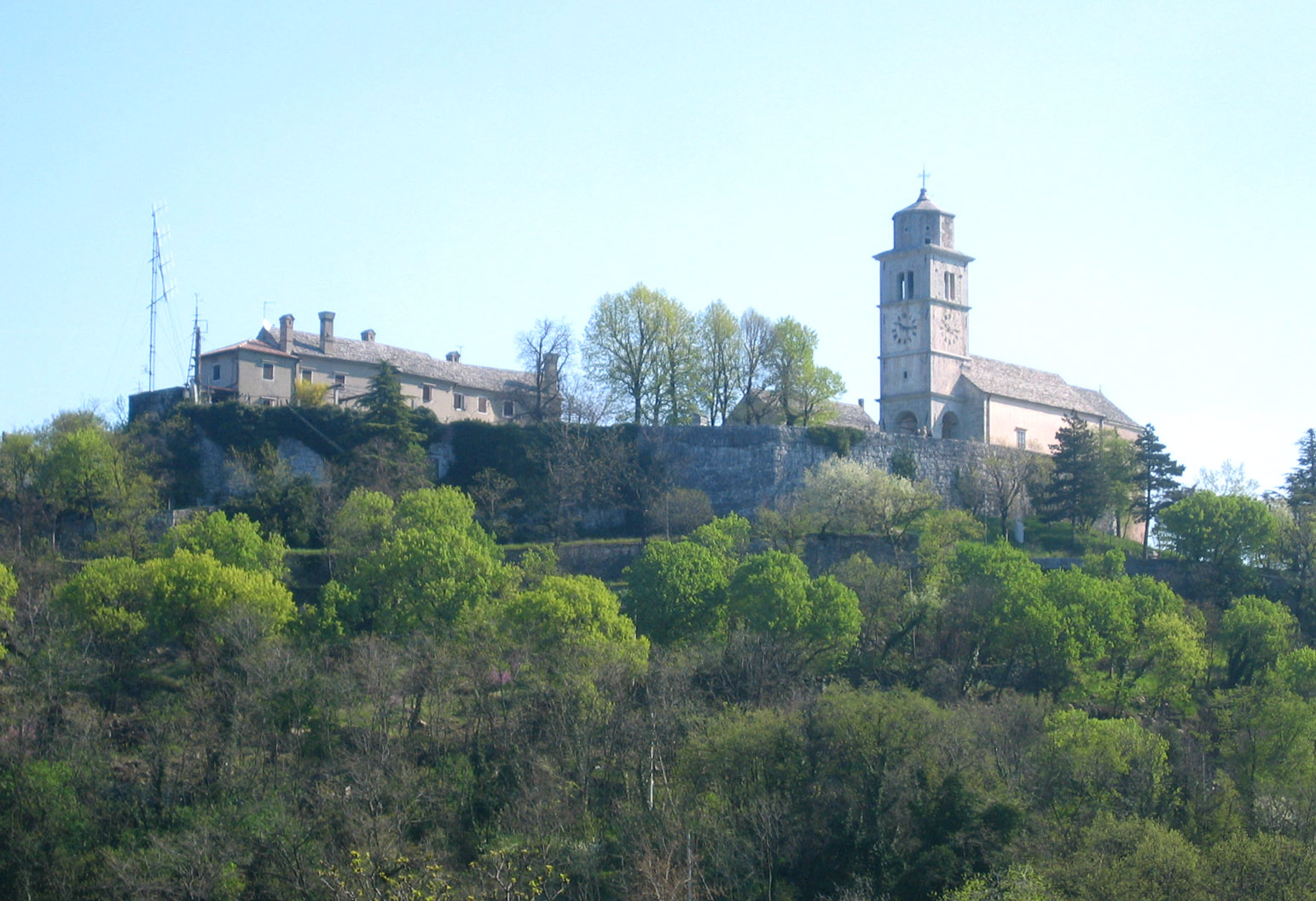
De versterkte kerk van Monrupino
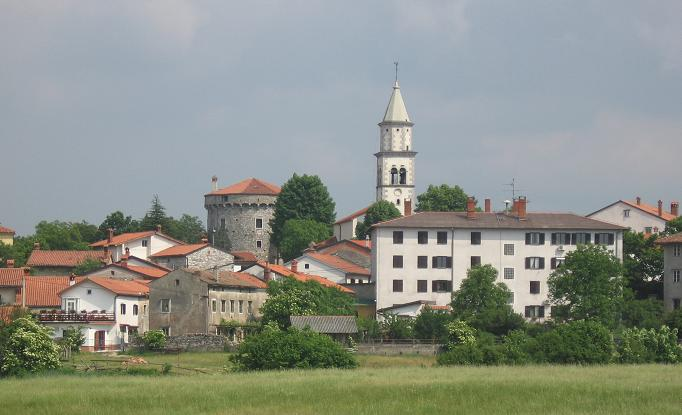
Het dorp Lokev near Sežana
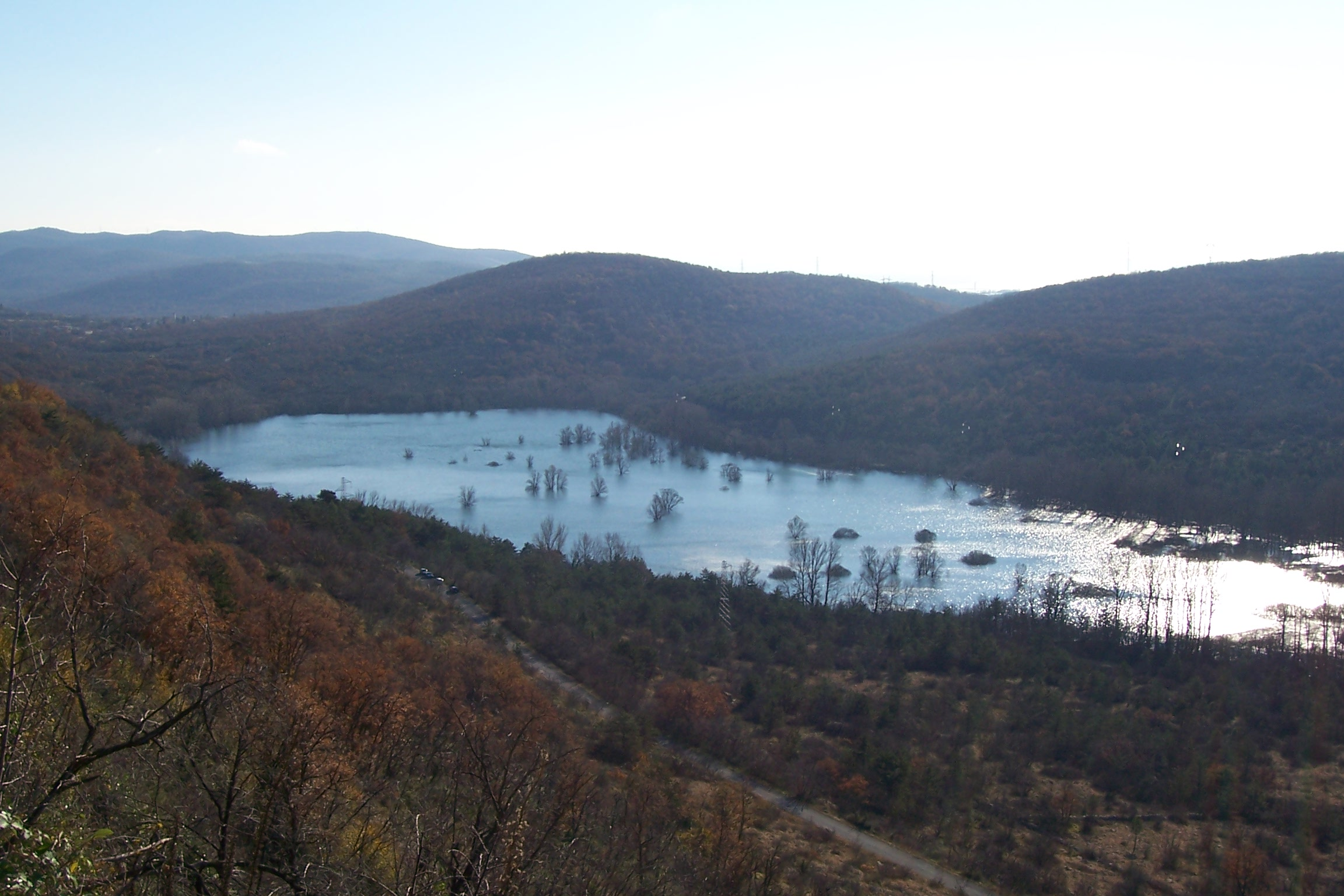
Het Doberdòmeer
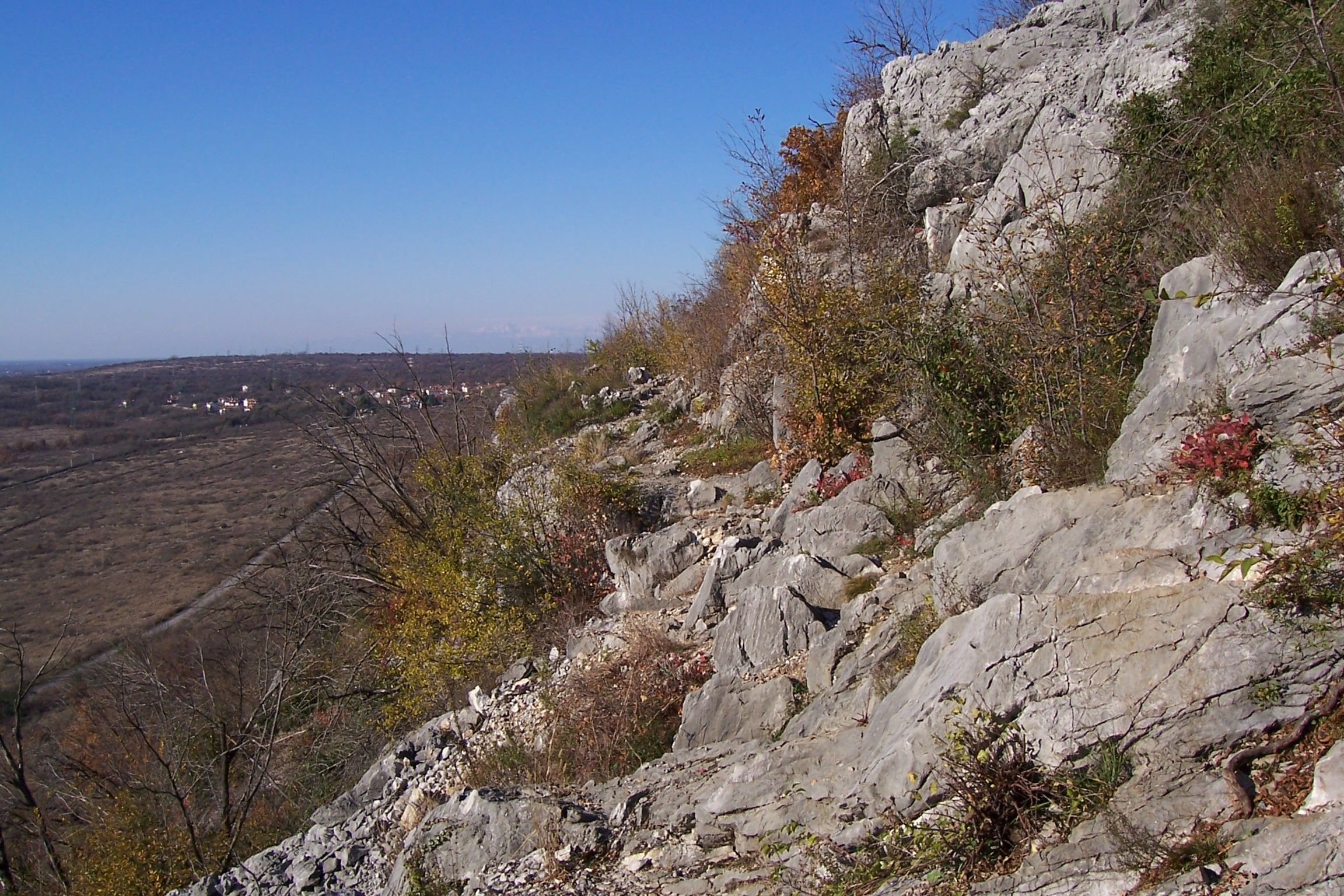
Karstlandschap bij Doberdò del Lago
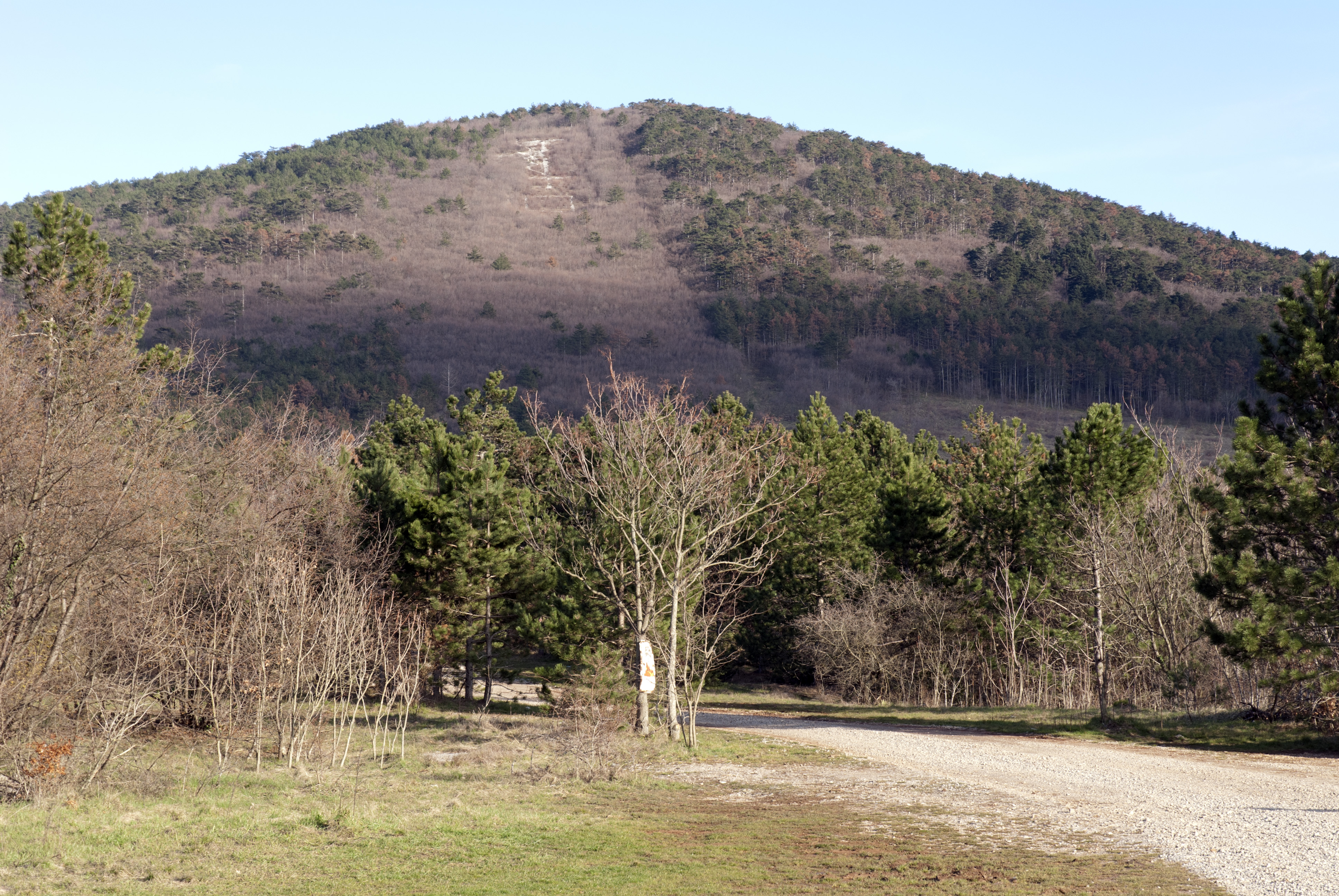
Monte Cocusso